# ماساهیکو تاناکا
ماساهیکو تاناکا (انگلیسی: Masahiko Tanaka؛ زادهٔ ۱ اکتبر ۱۹۵۴) صداپیشگی در ژاپن، و بازیگر اهل ژاپن است.